# Warburgiella isopterygioides
Warburgiella isopterygioides là một loài rêu trong họ Sematophyllaceae. Loài này được Dixon & P. de la Varde mô tả khoa học đầu tiên năm 1930.